# 世界贸易组织争端解决机制
争端解决机制（英語：Dispute settlement）被世界贸易组织（WTO）视为多边贸易体系的中心支柱，并作为该组织的“对全球经济稳定的独特贡献”。 当一个成员国采取贸易政策措施或采取行动时，一个或多个成员国认为违反WTO协定或未能履行义务，则会发生争端。加入世贸组织后，各成员国一致认为，如果他们认为成员违反贸易规则，他们将采用多边解决争端的制度，而不是单方面采取行动——这必须遵守商定的程序（Dispute Settlement Understanding）并尊重判决，主要由负责裁决争端的WTO机构争端解决委员会（Dispute Settlement Board，DSB）负责。 一位前WTO总干事将WTO争端解决机制称为“当今世界上最活跃的国际裁决机制”。 彼得森国际经济研究所的Chad P. Bown和哥伦比亚大学法学院的Petros Mavroidis在争议解决系统20周年纪念日表示该系统“强势”并且“没有任何弱化迹象” 

## 争端解决谅解（Dispute Settlement Understanding）
及时遵守DSB的建议或裁决是必不可少的，以确保有效解决争议，使所有会员受益。——世界贸易组织，Dispute Settlement Understanding第21.1条

## 上訴機制被癱瘓
自2016年特朗普上任以來，他一直抱怨世貿組織“對美國有偏見”，甚至威脅要讓美國退出世貿組織。. 然而，美国经济學家杰弗裡·弗里登 (Jeffry Frieden) 和喬爾·特拉赫特曼 (Joel Trachtman) 發現，美國贏得了它對其他國家提起的絕大多數爭端，贏得“超過平均水平的投訴”。
儘管如此，華盛頓開始阻止任命新法官到世貿組織上訴機構。2019 年 12 月，被視為國際貿易最高法院的世界貿易組織上訴機構失去了對爭端案件作出裁決的能力，因為它沒有達到審理上訴所需的法定人數。該專家組本應有七名法官，但美國阻止了所有替代人選，從而使WTO爭端解決機制陷入癱瘓。如果沒有正常運作的上訴機構做出最終裁決，任何上訴的案件都將被迫中止。

## 备注
1. ↑  WTO "Understanding The WTO" （页面存档备份，存于）, World Trade Organization, accessed December 1, 2010.
2. ↑  Settling Disputes:a Unique Contribution （页面存档备份，存于）, World Trade Organization
3. ↑  S. Panitchpakdi, The WTO at ten, 8
4. ↑  Bown, Chad P.; Mavroidis, Petros C. . World Trade Review. 2017-04-01, 16 (2): 153–158  [2018-07-01]. ISSN 1474-7456. doi:10.1017/S1474745616000604. （原始内容存档于2022-01-19）.
5. ↑  . Financial Times. 2016-07-24  [2023-01-28]. （原始内容存档于2023-01-28）.
6. ↑  . Financial Times. 2017-12-10  [2023-01-28]. （原始内容存档于2023-01-28）.
7. ↑  Frieden, Jeffry; Trachtman, Joel. . EconoFact. June 15, 2018  [July 14, 2018]. （原始内容存档于2022-11-29）.
8. ↑  . Reuters. 2018-08-27  [2023-01-28]. （原始内容存档于2023-01-28） （英语）.
9. ↑  Aleem, Zeeshan. . Vox. 2017-03-08  [2023-01-28]. （原始内容存档于2023-01-28） （英语）.
10. ↑  . Financial Times. 2017-11-10  [2023-01-28]. （原始内容存档于2023-01-28）.
11. ↑  . dw.com.   [2023-01-28]. （原始内容存档于2023-01-28） （英语）.
12. ↑  . www.csis.org.   [2023-01-28] （英语）.
13. ↑  Sacerdoti, Giorgio; Semercioglu, Nazlicicek; Famà, Rosalba; Assenza, Elena; Wade, Diana; Lapa, Viktoriia. . Rochester, NY. 2021-02-27 （英语）.
14. ↑  . the Guardian. 2019-12-08  [2023-01-28] （英语）.
15. ↑  Swanson, Ana. . The New York Times. 2019-12-08  [2023-01-28]. ISSN 0362-4331. （原始内容存档于2019-12-10） （美国英语）.